# Bayelsa
Bayelsa è uno dei 36 stati della Nigeria, situato nella regione del Delta del Niger con capitale Yenagoa. Fu creato nel 1996 da una parte dello Stato di Rivers ed è lo stato più recente di tutta la Nigeria.
Lo Stato di Bayelsa è suddiviso in otto aree a governo locale (local government areas):
- Brass
- Ekeremor
- Kolokuma/Opokuma
- Nembe
- Ogbia
- Sagbama
- Southern Ijaw
- Yenagoa